# جنگل‌های بی‌خوابی
جنگل‌های بی‌خوابی (به تامیلی: Thoongaa Vanam) و شب بی‌خوابی (به انگلیسی: Sleepless Night) فیلمی هندی محصول سال ۲۰۱۵ و به کارگردانی راجیش ام. سیلوا است. در این فیلم بازیگرانی همچون کمال حسن، پراکاش راج، تریشا، کیشور، سمپات راج، آشا شارات، مادو شالینی و چامس ایفای نقش کرده‌اند.